# Cluny

Cluny (istoric de asemenea Clugny, Kluny etc.) este o comună din Franța, în departamentul Saône-et-Loire, în regiunea Bourgogne.

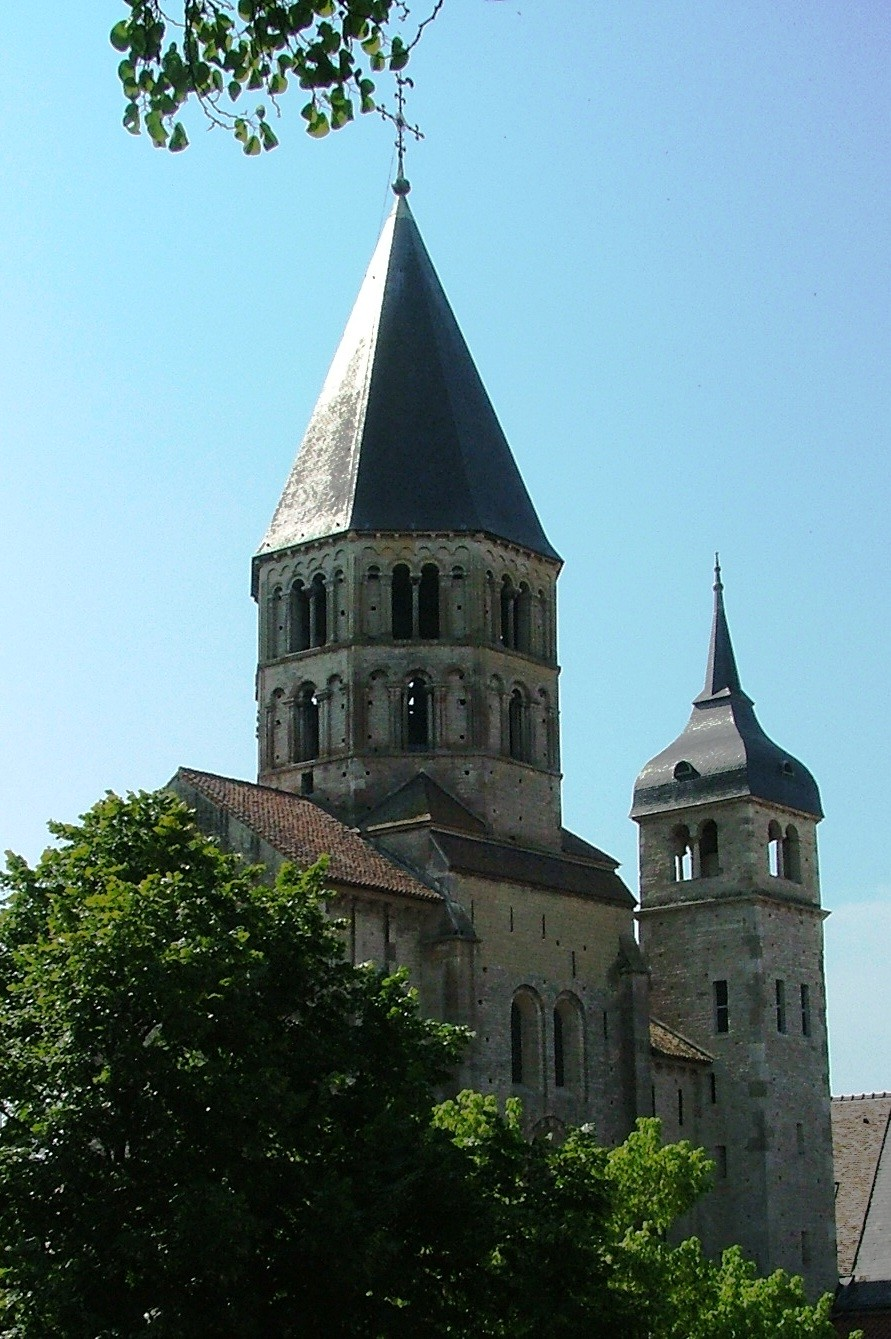
Octogonul bisericii abaţiale de la Cluny

Localitatea este renumită datorită Abației Cluny, una din cele mai importante abații benedictine din Evul Mediu. În Evul Mediu, orașul a fost unul dintre locurile cele mai importante ale reînnoirii spirituale și umaniste, ale Europei, în timpul apogeului abației și Ordinului Cluny.
Sprijinindu-se pe bogata și îndelungata sa istorie care i-a lăsat numeroase monumente, orașul a făcut din turism motorul său, și se află în centrul rețelei europene ale siturilor cluniacenze.

## Geografie
Cluny se situează între Dijon și Lyon, mai precis între Chalon-sur-Saône și Mâcon. 
1. ↑  répertoire géographique des communes, accesat în 26 octombrie 2015
2. ↑  dataset of postal codes in France, 1 octombrie 2018